# کانو، نیجریه
کانو، نیجریه (به لاتین: Kano) دومین یا سومین شهر بزرگ در نیجریه با جمعیت ۲٬۱۶۳٬۲۲۵ نفر است که در ایالت کانو واقع شده‌است.